# Ataris dumpning av TV-spel 1983

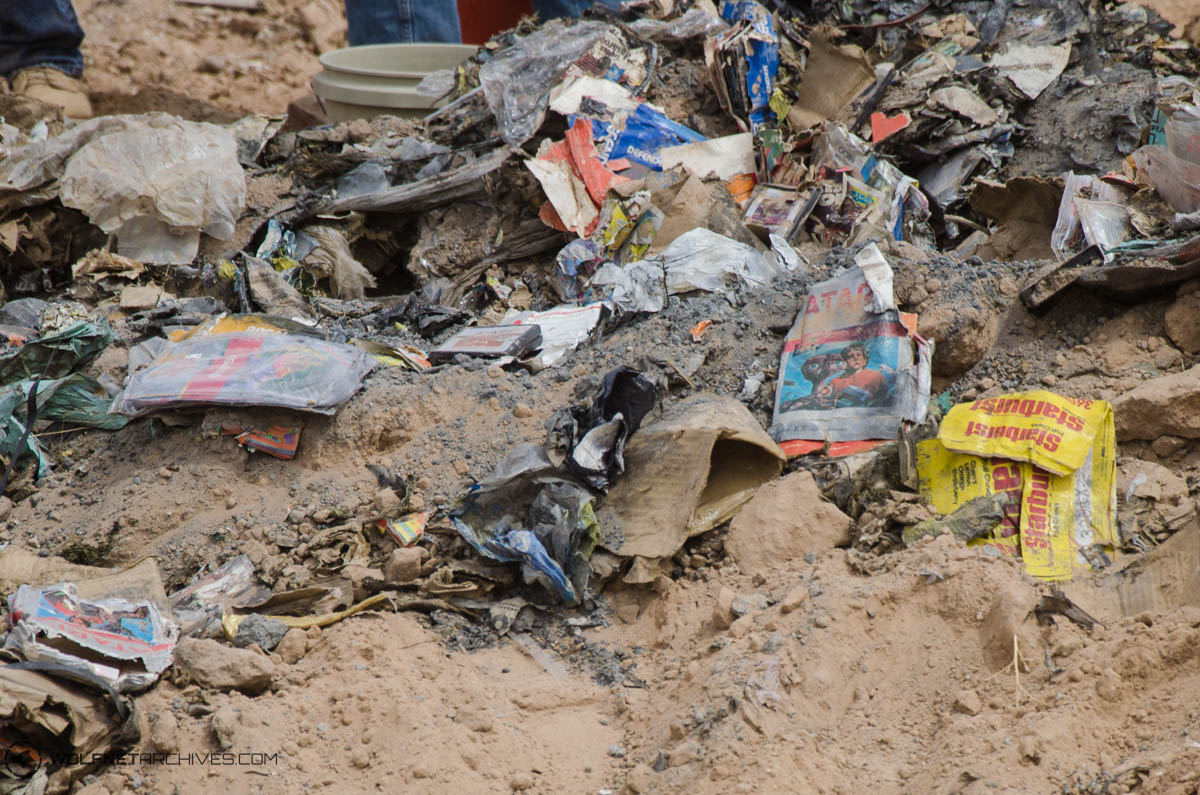
Dumpade spelkassetter återfunna under utgrävningen i april 2014

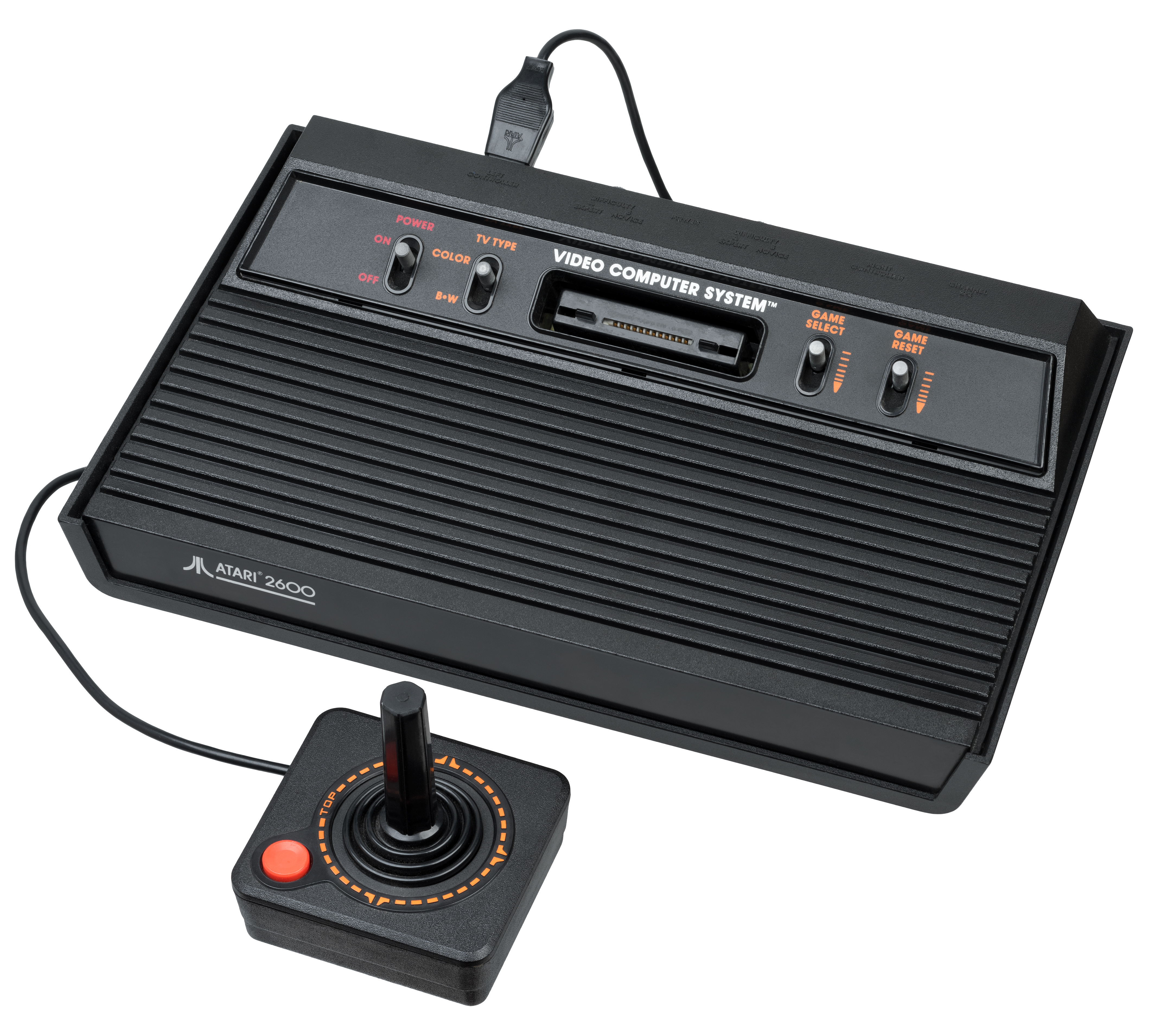
Atari VCS

Ataris dumpning av TV-spel 1983  innebar att Atari, Inc. i september 1983, i kölvattnet av TV-spelskraschen i Nordamerika 1983, massdumpade flertalet osålda spelkassetter, TV-spel och datorer ute i New Mexicos öken, utanför Alamogordo. Det som antas ha dumpats mest är osålda exemplar av spelet ET the Extra-Terrestrial och Atari VCS-versionen av Pac-Man. Det sägs att det skedde nattetid, och många har tagit händelsen som en vandringssägen.
I april 2014 återfanns hundratals exemplar.

### Fotnoter
1. ↑  ”Floppat spel grävdes upp i öknen”. HD. https://www.hd.se/2014-04-27/floppat-spel-gravdes-upp-i-oknen. Läst 22 juli 2020.